# پرونده پاراداین
پرونده پاراداین (انگلیسی: The Paradine Case) فیلمی نوآر به کارگردانی آلفرد هیچکاک است که در سال ۱۹۴۷ منتشر شد.

## بازیگران
- گریگوری پک
- آن تاد
- آلیدا والی
- چارلز لوتن
- چارلز کوبرن
- اتل باریمور
- لوئی ژوردان
- لئو جی. کارول
- جون تتزل
- ایزابل السوم
- لئونارد کری
- لامزدن هیر